# Ernst Löwenstein
Ernst Löwenstein (Jever, 7 de abril de 1881 – Canoga Park, Califórnia, 4 de junho de 1974) foi um advogado e notário alemão.

## Vida
Löwenstein nasceu filho de pais judeus. Entre 1891 e 1900 frequentou o Ginásio Marie em Jever, no qual se formou. Posteriormente, estudou direito nas universidades de Berlim, Munique e Leipzig. O estudo foi interrompido durante o serviço militar entre 1904 e 1905. Após o seu exame jurídico em 1908, recebeu sua admissão como advogado. Durante a Primeira Guerra Mundial, lutou de 1914–1918 como soldado para o Reich alemão na frente de batalha, tendo mais tarde recebido a Cruz de Honra da Guerra Mundial. Em 1920 casou com Else de Boer, com quem teve dois filhos. Além disso, recebeu a sua admissão em 1921 como notário. De 1922 a 1933 permaneceu em Oldenburg, sendo membro do conselho da Ordem dos Advogados de 1929 a 1933 e membro do Tribunal Honra. Em 1929 assumiu a vice-presidência das comunidades judaicas rurais de Oldenburg.
Após a tomada do poder pelos nazistas, na sequência do pedido de boicote das empresas e serviços judaicos, cartazes com os nomes dos empresários judaicos continham o seu nome. Em 1 de outubro de 1935 o presidente da Suprema Corte de Oldenburg, Eduard Högl, por despacho do Ministério da Justiça do Reich, proibiu-o de prosseguir com seu negócio como notário. Três meses mais tarde recebeu sua demissão do Ministério do Comércio. Os pedidos às autoridades do financeiramente quebrado Löwenstein à manutenção dos seus negócios foram todos negados a partir do outono de 1936.
Em 9 de novembro de 1938 foi preso e deportado para o campo de concentração de Sachsenhausen, sendo de lá liberado em 24 de novembro de 1938. Como resultado da quinta Portaria da Lei de Cidadania do Reich sua admissão como advogado foi retirada em 30 de novembro de 1938. Em 6 de janeiro de 1939 finalmente emigrou para os Países Baixos. Após a ocupação do país pelas tropas alemãs, Löwenstein foi novamente preso em Amesterdão de 17 de outubro a 21 de novembro de 1940. Sob ameaça da Gestapo de trabalhos forçados, ele e sua esposa se separaram em 1941. De 1942 a 1944 ajudou em Amesterdão várias famílias de origem judaica a emigrar.
Depois da guerra Löwenstein regressou à Alemanha em 22 de outubro de 1945. No seu pedido de retorno recebeu a aprovação para exercer novamente atividade de advogado e notário. Foi novamente um membro do conselho da Ordem dos Advogados e um membro do Tribunal de Honra. Além disso, atuou como perito suplente independente de janeiro a novembro de 1946 nos municípios nomeados de Oldenburg. Em 2 de abril de 1946, casou-se com sua esposa Else e foi, mais uma vez no mesmo ano, o líder eleito da comunidade judaica em Oldenburg.
Temendo um retorno do antissemitismo na Alemanha, em maio de 1951 deu entrada para sua admissão como advogado, e emigrou para os Estados Unidos, se estabelecendo em Omaha, Nebraska e atuando em sua profissão por vários anos. Até à sua morte, em 4 de junho de 1974, não mais retornaria à Alemanha.